# Synanomorfa

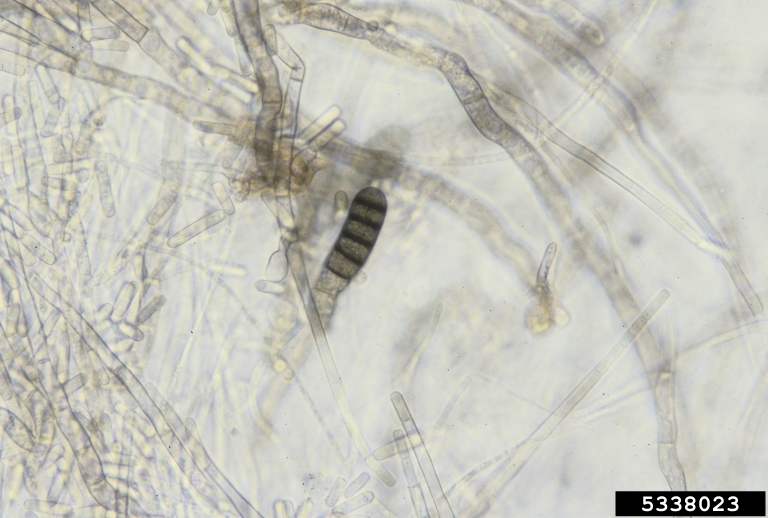
Chlamydospory i endokonidia Thielaviopsis basicola

Synanomorfa – rodzaj anamorfy, czyli bezpłciowo rozmnażającej się morfy u grzybów. Niektóre gatunki grzybów wytwarzają dwa rodzaje anamorf różniące się rodzajem wytwarzanych zarodników. Takie różne anamorfy tego samego gatunku nazywa się synanamorfami. Tak jest np. w obrębie rodzaju Thielaviopsis. Gatunek Thielaviopsis basicola tworzy dwie synanamorfy; jedna produkuje endogenicznie niewielkie konidia (tzw. endokonidia), inna większe chlamydospory. Najpierw powstaje synanamorfa wytwarzająca konidia, potem synanamorfa wytwarzająca chlamydospory.
Oddzielone czasowo wytwarzanie dwóch rodzajów zarodników było przyczyną, że te same gatunki zaliczono do różnych taksonów. Na przykład wytwarzającą chlamydospory synanomorfę opisano jako Thielaviopsis basicola, zaś synanomorfę tego samego gatunku, ale wytwarzającą konidia zdiagnozowano jako odrębny gatunek Chalara elegans. Hodowla na sztucznych pożywkach pozwoliła ustalić, że w rzeczywistości jest to ten sam gatunek.